# Åke Andersson (säkerhetsprofil)
Åke Andersson, född 1943, är en svensk opinionsbildare inom säkerhet med bakgrund inom bevakningsbranschen.

## Arbetsliv
1965 började Andersson som servicemontör på Securitas. Han blev sedan säljare, regionalchef i Stockholm, och vice vd för Securitas Teknik. År 2006 blev han informationschef för Securitas och var sedan talesman för branschorganisationen Sweguard. Både i egenskap av informationschef på Securitas och talesman på Sweguard syntes Andersson flitigt i media. I denna roll kritiserade han bland annat polisen för avsaknaden av en nationell styrka för att förhindra värdetransportrån.
Sedan 2010 är Andersson ordförande för tankesmedjan Säkerhet för Näringsliv och Samhälle (SNOS). I denna roll har han bland annat kritiserat kameraövervakningslagen och argumenterat för att publika bolag borde redovisa sin kontinuitetsplanering. För SNOS räkning har han också förespråkat införande av maskeringsförbud på idrottsarenor. När regeringen höll en hearing gällande detta och andra åtgärder mot idrottsvåldet var Andersson med som representant för SäkerhetsBranschen.

## Utmärkelser
- 2008 tilldelades Andersson utmärkelsen Lifetime Achievment Award av facktidningen Detektor.[12]